# 이석이
이석이(李錫伊, ? ~ ?)는 조선 말기의 정객으로 개화당원이다.
1884년에 김옥균, 홍영식, 서광범, 서재필, 박영효 등이 갑신정변을 일으켰을 때 행동대원으로 참가했으며 한규직, 윤태준, 이조연, 조영하 등의 친청, 사대 성향이 강한 온건개화파들과 민태호, 민영목 등의 민씨척족 수구파를 제거하였다.